# 331-й гвардійський парашутно-десантний полк (СРСР)
331-й гвардійський парашутно-десантний полк (331 гв. ПДП, в/ч 71211) — формування повітрянодесантних військ Радянської армії, що існувало у 1946—1992 роках. Полк перебував у складі 106-ї гвардійської повітрянодесантної дивізії.
Після розпаду СРСР у 1992 році перейшов до складу Збройних сил Російської Федерації.

## Історія
7 червня 1946 року у м. Кострома на основі 331-го гвардійського стрілецького полку був створений 331-й гвардійський парашутно-десантний полк. Перебував у складі 105-ї гвардійської повітрянодесантної дивізії.
15 серпня 1960 року переданий до складу 106-ї гвардійської повітрянодесантної дивізії.
У 1988—1990 роках виконував завдання під час заворушень на Кавказі.
Після розпаду СРСР у 1992 році полк перейшов до складу Збройних сил Російської Федерації.